# Jerrold J. Katz
Jerrold Jacob Katz (* 14. Juli 1932 in Washington, D.C., USA; † 7. Februar 2002 in New York, NY) war ein US-amerikanischer Philosoph und Linguist.
Katz machte 1954 seinen Abschluss in Philosophie an der George-Washington-Universität. In den darauf folgenden drei Jahren (1954–1956) war er in der Spionageabwehr der US-Armee tätig. In Princeton erhielt er 1960 seinen Doktorgrad.
Zunächst besuchte er ab 1963 das Massachusetts Institute of Technology (MIT) als ein Forschungsteilnehmer, stieg dann aber in den Rang des Professors der Philosophie auf. 1975 wechselte er an die New Yorker Stadtuniversität („The Graduate Center of The City University of New York“) und lehrte dort die Fächer Philosophie und Linguistik und konferierte außerdem an Universitäten weltweit.
Katz war ein Pionier auf dem Gebiet der interpretativen Semantik und den dazugehörigen philosophischen Aspekten. Seine Veröffentlichung Semantic Theory (Harper & Row, 1972) hatte großen Einfluss auf die Philosophie, Linguistik, Psychologie und die gerade neue Kognitionswissenschaft. Insgesamt schrieb Katz zehn Bücher und veröffentlichte mehr als siebzig wissenschaftliche Publikationen.

## Die semantische Theorie
→ Siehe auch:
- Jerry Fodor und Noam Chomsky/Semantische Theorie und Transformationsgrammatik
- Linguistics Wars – Lakoff gegen Chomsky

Jerrold K. Katz veröffentlichte 1963 die semantische Theorie gemeinsam mit dem Kognitionswissenschaftler Jerry Fodor als Basis für die Disambiguierung von Wörtern und Ergänzung zu Noam Chomskys Version der generativen Transformationsgrammatik.

### Vorgeschichte

Baumgraph mit Kanten (Linien) und Knoten (Schnittpunkte) zur Konstituentenanalyse Chomskys: S = sentence/Satz, NP = noun phrase/Subjekt bzw. Objekt, D = determiner/Artikel, N = noun/Nomen, VP = verb phrase/Prädikat, V = verb. Dieses Modell übernahmen Katz/Fodor und erweiterten es um die Wortbedeutungen

Chomsky und seine Mitarbeiter wollten nicht der großen Zahl bereits vorhandener Sprachbeschreibungen eine weitere hinzufügen, sondern sie hatten das Ziel – in Verbindung mit den naturwissenschaftlichen Erkenntnissen ihrer Zeit – zu erklären, wie das Sprachsystem funktioniert, d. h. mit welchen Regeln ein Sprecher korrekte Sätze formulieren kann und ein Hörer diese versteht. Voraussetzung für eine solche Kompetenz ist die Kreativität des Sprechers/Hörers: Er vermag nicht nur, konventionell verständliche Sätze einer Sprache nachzuformen und zu verstehen, sondern jeweils nach seinem Bedürfnis neue zu bilden bzw. diese bisher nie gehörten Zeichenketten zu entschlüsseln. Die bekannten Regeln ermöglichen demnach eine Projektion auf unendlich viele bisher unbekannte Kombinationen. Als Erklärung diente Fodors Vorstellung, verantwortlich für diese Sprachkompetenz seien abstrakte Strukturen der Sprache des Geistes, die in bestimmten Gehirnregionen lokalisiert sind (Phrenologie): Diese erzeugen durch Umformungen die vielfältigen Strukturen und Bedeutungen der sprachlichen Äußerungen. Fodor nimmt eine genetische Veranlagung an, deshalb könne jeder Mensch über diese Sprachkompetenz verfügen. Beim Sprechenlernen müsse das Kind in seinem sozialen Umfeld nur noch die lexikalischen Einheiten und Morpheme erwerben und sie mit den Strukturen verbinden.
Wie Chomsky war Fodor der Auffassung, dass das menschliche Gehirn ähnlich arbeitet wie ein Computer und dass die Prozesse in mathematischen Formeln notiert werden können. So kann man versuchen, durch kausale Abfolgen und Regeln diese Sprache – und damit den Prozess der Spracherzeugung und des Verstehens – nachzubilden und eine universelle Basissprache für einen idealen Sprecher/Hörer zu modellieren. Dabei werden die – in der Informatik verwendeten – mathematischen Symbole der Graphentheorie in Verbindung mit Algorithmen verwendet: Grundform ist der Baumgraph: Die abgebildete Grafik zeigt die Zerlegung eines Satzes in Chomskys Konstituentenanalyse. In seiner frühen Version der Generativen Transformationsgrammatik bezog Chomsky nur die grammatischen Kategorien und Relationen des Satzes ein. Die Vernachlässigung der Wortbedeutung wurde von verschiedenen Wissenschaftlern kritisiert. Katz und Fodor entwickelten deshalb die Theorie der semantischen Komponente. Dieses Modell integrierte Chomsky in seine Standardtheorie.

### Das Modell der semantischen Interpretation
Katz und Fodor stecken ihr Forschungsfeld einmal gegenüber dem früheren Chomsky-Grammatikmodell (Wortarten, Satzstrukturen usw.) ab – und zum Zweiten gegenüber den außersprachlichen Zusammenhängen (wie der Redesituation und dem gesellschaftlichen Kontext), deren Kenntnis für das Verständnis vieler sprachlicher Äußerungen Voraussetzung ist und von den linguistischen Pragmatikern untersucht wird.
Als obere Grenze legen beide fest, dass ihr Modell mit seiner formalen Notierung nicht die Art und Weise zu erfassen vermag, wie das Verständnis eines Satzes auf der Kenntnis äußerer Zusammenhänge beruht. Damit distanzieren sich Katz/Fodor von früheren Anschauungen einer Semantik, die diese Ansprüche erhob. Durch die Eingrenzung sollen allein die Kenntnisse eines Sprechers von seiner Sprache (Sprachkompetenz) ermittelt werden. Von ihrer semantischen Theorie zu unterscheiden ist demnach die Theorie der Spracherzeugung/Spracherkennung, welche – unter Berücksichtigung psychologischer Aspekte wie der Motivation und der aktuellen Gedächtnisleistung – erklärt, wie die Regeln bei der realen Produktion eingesetzt werden. In diesem Zusammenhang müssen entwicklungsbedingte Faktoren, genetische Dispositionen, kognitive Lernvorgänge sowie Sozialisationsbedingungen berücksichtigt werden. Voraussetzung für ein solches Modell der Spracherzeugung, das zu klären sucht, „wie erworben und benutzt wird“ sei allerdings ihre Sprachtheorie, welche untersucht, „was erworben und benutzt wird“. Katz/Fodor sehen demnach ihre semantische Interpretation als Grundlage einer vollständigen Sprachtheorie der Zusammenhänge.
Als untere Grenze des Bereichs der semantischen Theorie legen sie die Kompetenz des Sprachteilnehmers fest, die nicht durch die Grammatik allein erklärbar ist. Den Unterschied erläutern sie durch den Vergleich eines Menschen mit den Defiziten einer Übersetzungsmaschine, die jedem Morphem eines Satzes den Lexikoneintrag – mit einer Sammlung der möglichen Bedeutungen – mechanisch zuordnet (= Grammatik). Damit demonstrieren Katz und Fodor, dass es – zur richtigen semantischen Interpretation – Anwendungsregeln (Projektionsregeln) bedarf, die – auf den grammatikalischen und lexikalischen Merkmalen basierend – für die grammatische Satzstrukturen die passende Bedeutungen auswählen. Diese Kompetenz wird als „Fähigkeit zur Interpretation von Sätzen“ bezeichnet. Dadurch werden inhaltliche Beziehungen, Mehrdeutigkeiten, Anomalien und Paraphrasierungen usw. festgestellt. Mit ihrer semantischen Theorie versuchen sie Chomskys System zu ergänzen, indem die Interpretationsfähigkeit der Sprechenden erklärt und dieser Vorgang modelliert wird. Das Regelwerk, das dem Satz eine Bedeutung gibt (die semantische Komponente) bezeichnen Katz/Fodor als semantische Interpretation.
Wie Katz/Fodor bei der Modellierung dieses Prozesses vorgehen, zeigt der folgende Beispielsatz: The man hits the colorful ball: Nach dem Muster der oben abgebildeten Grafik wird der Satz in seine lexikalischen und strukturellen Einheiten bis zu den Wörtern zerlegt. In Erweiterung des Baumgraphen tragen Katz/Fodor alle Eigenschaften und die möglichen Bedeutungen der Wörter ein, wie ball und colorful:
```

ball (1) (konkretes N → gesellschaftliche Aktivität → groß → Versammlung → zum Zweck des Tanzens)

ball (2) (konkretes N → physischer Gegenstand → kugelförmig → zum Spielen…)

ball (3) (konkretes N → physischer Gegenstand → festes Geschoss zum Schleudern mit Hilfe einer Maschine → zum Einsatz im Krieg…)

colorful (1) (Adjektiv → Farbe → reich in Bezug auf Kontrast und Abwechslung leuchtender Farben < Physischer Gegenstand v gesellschaftliche Aktivität>…)

colorful (2) (Adjektiv → wertend → besitzt einen ausgeprägten Charakter, Lebhaftigkeit oder malerisch <ästhetischer Gegenstand v gesellschaftliche Aktivität>…) usw.

```

Katz/Fodor beginnen den Interpretationsprozess auf der untersten Ebene (also mit der NP innerhalb der VP) mit dem Abgleich der Lexikoneinträge der einzelnen mehrdeutigen Wörter und Ketten bezüglich Homonymie und Verträglichkeit (farbig, Ball → farbiger Ball). Die Bedeutungsmöglichkeiten werden mit Hilfe von Projektionsregeln im übergeordneten Knoten zusammengefasst. Die NP (den farbigen Ball) setzt man mit dem Prädikat (V) treffen
```

treffen [V → [[transitiv]]es Verb → Handlung → Augenblicklichkeit → Intensität → schlägt mit einem Schlag oder mittels eines Geschosses → irgendwie kontextuell bestimmt]

```

in Bezug, überprüft wieder die verschiedenen Bedeutungen, wählt die Passungen (Kompatibilität) aus und fasst die Menge der abgeleiteten Zweige im VP-Knoten zusammen. Dabei fällt jeweils die Entscheidung (Disambiguierung), was semantisch normal und anomal ist. Zuletzt wird die NP (Subjekt) der Mann mit der VP in Verbindung gebracht. Mit der Projektion im obersten S - Knoten ist die semantische Interpretation abgeschlossen.
Die semantischen Relationsregeln können – als Ergänzung zu dem oben beschriebenen Ablauf – folgendermaßen – vereinfacht – formuliert werden:
1. S << [NP + VP] >> I (S) = B [I (NP), I (VP)]
(verbalisiert: Wenn S die Kette NP + VP dominiert, dann gilt:
Der Satzinhalt besagt, dass der Inhalt von NP den Inhalt von VP bewirkt,
d. h. „Der Mann“ ist der Akteur)
2. VP << [V + NP] >> I (VP) = W [I (V),  I (NP)]
(verbalisiert: Wenn VP die Kette V + NP dominiert, dann gilt:
Der VP-Inhalt sagt aus, dass der Inhalt von V auf den Inhalt von NP wirkt,
d. h. der Vorgang des Treffens hat Auswirkungen auf Zustand und Bewegung des Balles)
3. NP << [ART + N] >> I (NP) = I (N)
(verbalisiert: Wenn NP die Kette ART + N dominiert, dann haben NP und N
den gleichen Inhalt, d. h.: Der Kategorie ART wird kein Inhalt zugeordnet)
4. NP << [(ART) + ADJ + N] >> I (NP) = E [I (ADJ), I (N)]
(verbalisiert: Wenn NP die Kette ART + ADJ + N dominiert, dann steht
der Inhalt von ADJ in der Relation E zum Inhalt von N,
d. h. „bunt“ ist eine Eigenschaft des Balles)
Zusammengefasst lässt sich sagen, dass der semantische Interpretationsprozess prinzipiell an der Satzstruktur, also den Satzteilen, orientiert ist und dass bei dem Konstituentenstrukturbaum die Angaben von unten nach oben miteinander abgeglichen werden.

### Diskussion
Im Bereich der Sprachwissenschaft wird kritisiert, dass Katz/Fodor variable kontext- und sprechsituationsabhängige Bedeutungen von Wörtern und Sätzen nicht mathematisch adäquat modellieren wollen bzw. können: Die Abgrenzung ihrer Theorie gegenüber der Sprachverwendung in Redekonstellation und Beziehungsfeldern zwischen den Sprachteilnehmern sei von der mathematischen Modellierbarkeit bestimmt und nicht von den umfassenden Aufgaben der Linguistik. Damit wird eine Diskussion um die Algebraisierung aus der Sprachphilosophie, speziell der Logik, aufgegriffen. Sowohl Katz/Fodor als auch Chomsky sind nämlich einer Wissenschaftsauffassung verpflichtet, die sich in der Tradition von Rudolf Carnap und anderer Vertreter des (logischen Empirismus) mit einer Analyse der Sprache nach dem Muster der mathematischen Sprache befasst, die sie als Universalsprache der Wissenschaft betrachten.
Die Methodenkritik ist mit der grundlegende Frage nach dem Wesen der Sprache und der Aufgabe einer Grammatik verbunden. Die semantischen Theorien der TG werden vor allem von Seiten der Pragmatik hinterfragt – mit Berufung auf Ludwig Wittgensteins Auffassung, die Bedeutung eines Wortes sei gleich seinem Gebrauch. So bestreiten zum Beispiel Referenzsemantiker, Sozio- und Psycho-Linguisten die Hypothese einer universellen Basissprache mit einem idealen Sprecher/Hörer. Sie wählen als Ausgangspunkt die alltägliche Sprachverwendung, die neben gelungener Kommunikation ungewollte und bewusste Irreführung (Lügen, Verschleierung durch Vagheit der Ausdrucksweise, Überredung und andere Manipulationen) beinhaltet. Zur Erklärung des Phänomens, dass missverständliche oder mehrdeutige Äußerungen von verschiedenen Hörern unterschiedlich verstanden werden, muss die semantische Theorie mit verschiedenen Kodes arbeiten und von Fehlern des Sprechers/Hörers bei der Regelanwendung ausgehen. Aber auch dann können die Absichten der Sprachteilnehmer in konkreten Situationen mit den oben beschriebenen Methoden nicht erfasst werden.
Unterstützung erhalten die Pragmatiker von Seiten der radikalen Konstruktivisten und speziell der Neurobiologen Varela und Maturana, die der Auffassung sind, dass es eine von Fodor u. a. postulierte Sprecher-Hörer Idealisierung in der Realität nicht gibt, sondern dass jeder einzelne Sprecher/Hörer seine Kompetenzen in einem kybernetischen Prozess von Kindheit an im Rahmen seiner Sozialisation entwickelt und Sprechen/Hören individuell gefiltert sind.
Eine weitere Beeinträchtigung erfährt Jerry Fodors Ziel, nicht nur das auf abgegrenzte Gehirnregionen konzentrierte Basis-System abzubilden, sondern mit den Transformationsregeln sowohl das Erzeugen als auch das Erkennen der Sprache zu erklären, durch neue Forschungen der Kognitionswissenschaft. Demnach hat das vielfältig vernetzte Gehirn die Fähigkeit zur intensiven Parallelverarbeitung (Konnektivität). Während Fodor die Sprache des Geistes in bestimmten Gehirnregionen vermutete, ist inzwischen bekannt, dass an der Sprachverarbeitung eine ganze Reihe relativ breit verteilter Areale beteiligt sind, wobei sich die meisten Sprachverarbeitungszonen im zweiten Lebensjahr ausbilden. Damit würde aus dieser Perspektive der Ansatz einer generativen Transformationsgrammatik mit einer genetischen Anlage der Basisstrukturen sein Fundament verlieren.

### Schriften
- The problem of induction and its solution. The University of Chicago Press, Chicago IL 1962
- mit Jerry A. Fodor: The structure of a semantic theory. In: Language. Bd. 39, Nr. 2, 1963, S. 170–210, JSTOR:411200.
- mit Paul M. Postal: An integrated theory of linguistic descriptions (= Massachusetts Institute of Technology. Research Monograph. 26, ZDB-ID 597839-7) MIT Press, Cambridge MA 1964, (In französischer Sprache: Théorie globale des descriptions linguistiques (= Repères. Linguistique. 1). Maison Mame, Paris 1973, ISBN 2-250-00535-4).
- The Philosophy of Language. Harper & Row, New York NY u. a. 1966.
- The Underlying Reality of Language and Its Philosophical Import (= Harper Torchbooks. 1633). Harper & Row, New York NY u. a. 1971, ISBN 0-06-136047-3.
- Semantic theory. Harper & Row, New York NY u. a. 1972, ISBN 0-06-043567-4.
- mit Thomas Bever: The fall and rise of empiricism. Indiana University Linguistics Club, Bloomington IN 1974.
- Propositional Structure and illocutionary force. A study of the contribution of sentence meaning to speech acts (= The Language & Thought Series.). Crowell, New York NY 1977, ISBN 0-690-00883-X.
- Language and other Abstract Objects. Rowman and Littlefield, Totowa NJ 1981, ISBN 0-8476-6913-0.
- als Herausgeber: The Philosophy of linguistics. Oxford University Press, Oxford u. a. 1985, ISBN 0-19-875070-6.
- Cogitations. A study of the cogito in relation to the philosophy of logic and language and a study of them in relation to the cogito. Oxford University Press, New York NY 1986, ISBN 0-19-503744-8.
- The Metaphysics of Meaning. MIT Press, Cambridge MA u. a. 1990, ISBN 0-262-11151-9.
- Realistic Rationalism. MIT Press, Cambridge MA  u. a. 1998, ISBN 0-262-11229-9.
- Sense, Reference, and Philosophy. Oxford University Press, Oxford u. a. 2004, ISBN 0-19-515813-X (posthum).